# 卡皮特爾縣 (科連特斯省)

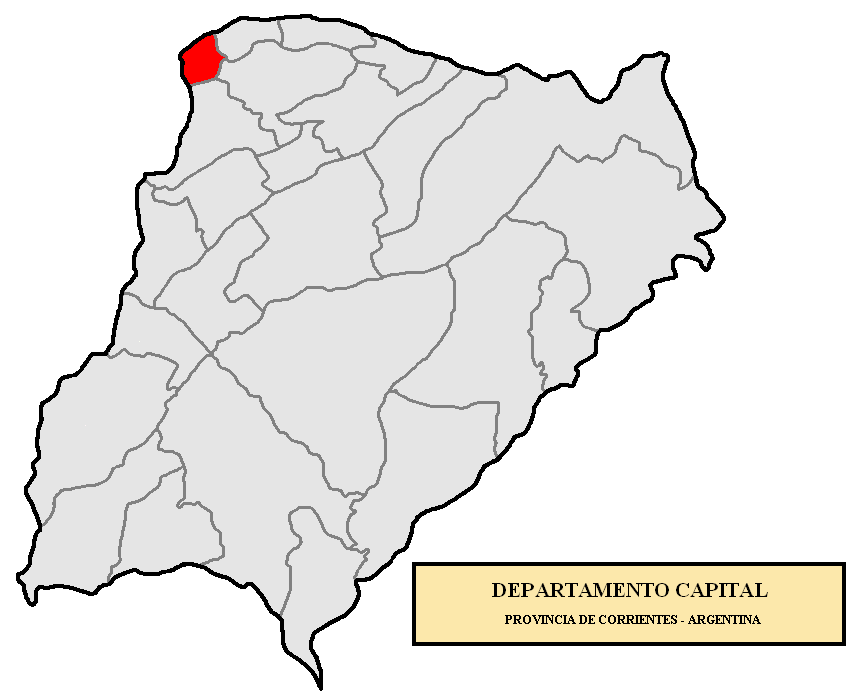

27°30′S 58°48′W / 27.500°S 58.800°W
卡皮特爾縣（西班牙語：Departamento Capital），是阿根廷的縣份，位於該國北部科連特斯省，首府設於科連特斯，始建於1588年4月3日，面積522平方公里，2010年人口356,314，人口密度每平方公里712.63人。